# 훙츠융

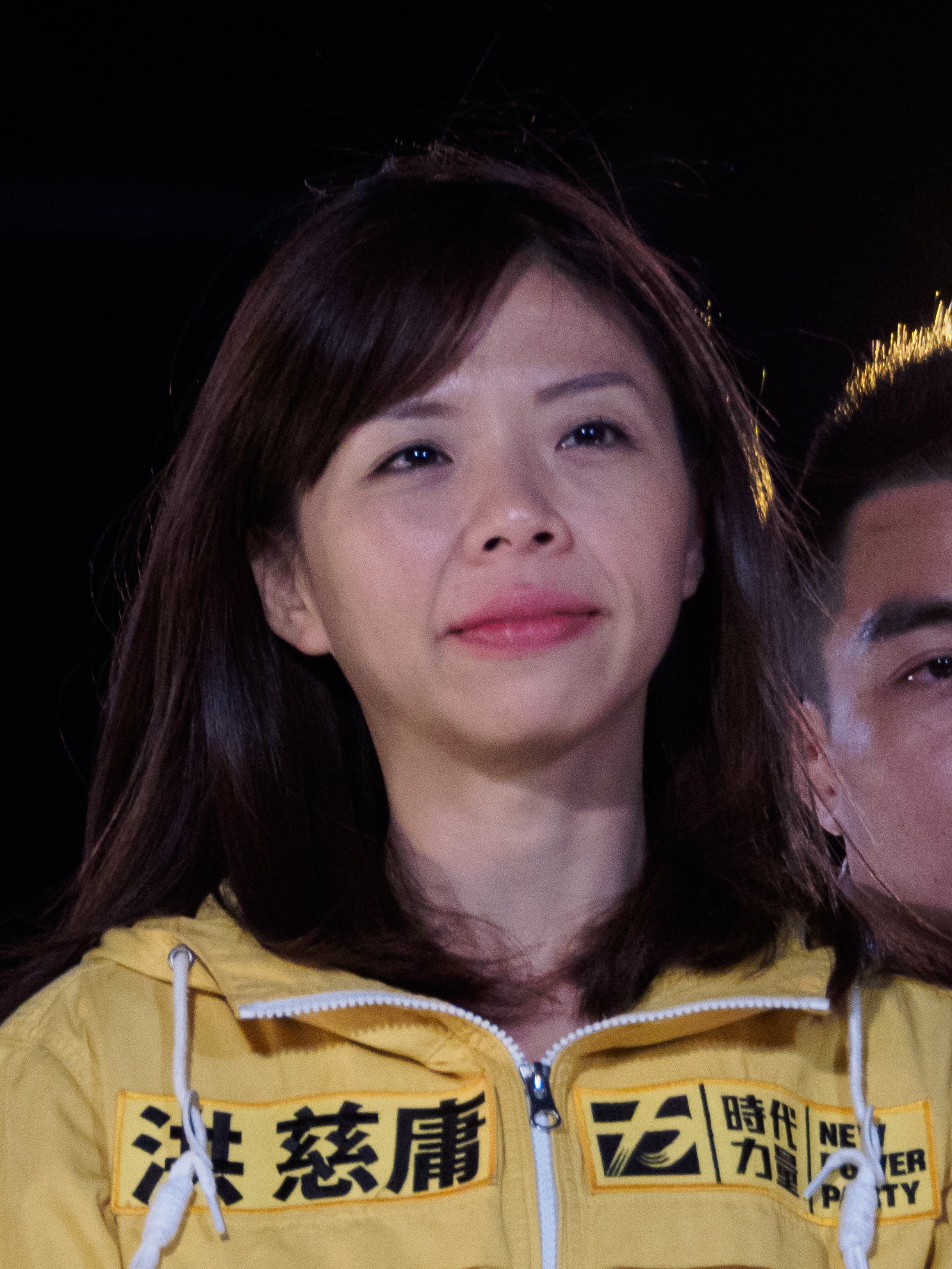
훙츠융

훙츠융(중국어: 洪慈庸, 1982년 12월 20일 타이중현 사루구 ~ )은 타이완의 정치인으로 소속 정당은 시대역량이다. 훙중추 사건의 당사자인 훙중추 상병의 친누나로 잘 알려져 온 것으로 보인다. 국립 가오슝 제일 과학 기술 대학에서 마케팅 및 유통경영학 학사 학위를 수여하였고 2016년 중화민국 입법위원 선거를 통해 시대역량에 출마하였다.